# Онушкин, Виктор Григорьевич
Ви́ктор Григо́рьевич Онушкин (4 сентября 1930 года, Ленинград, РСФСР, СССР — 4 июля 1997 года) — советский и российский учёный-педагог, доктор экономических наук, академик АПН СССР (1985), академик РАО (1993).

## Биография
Родился 4 сентября 1930 года в Ленинграде.
В 1957 году окончил юридический и экономический факультеты ЛГУ, после окончания и до 1967 года — преподавал в нём. В 1959 году защитил кандидатскую диссертацию «Монополии в атомной промышленности Соединенных Штатов Америки».
В 1967 году защитил докторскую диссертацию «Научно-технический прогресс и проблемы воспроизводства общественного капитала в США после второй мировой войны», присвоено учёное звание профессора.
В 1967 году — стал директором Института повышения квалификации преподавателей общественных наук.
С 1967 по 1975 годы — директор исследований Международного института планирования образования при ЮНЕСКО (Париж).
С 1976 года — директор НИИ общего образования взрослых АПН СССР (сейчас Институт образования взрослых РАО, Санкт-Петербург).
С 1977 по 1990 годы — вице-президент Международного бюро просвещения ЮНЕСКО.
В 1978 году — избран членом-корреспондентом, а в 1985 году — академиком АПН СССР, в 1993 году — стал академиком РАО, состоял в Отделении философии образования и теоретической педагогики.
Скончался 4 июля 1997 года.

## Научная и общественная деятельность
Педагог, специалист в области образования взрослых.
Изучал вопросы экономики зарубежных стран, социально-экономические проблемы научно-технического развития, экономики и организации научных исследований, социально-экономической эффективности образования.
Участвовал в работе Международной конференции по образованию, 4-й Международной конференции по образованию взрослых.

### Сочинения
- Научно-технический прогресс и современный капитализм, М., 1967;
- Социальный и научно-технический прогресс и образование, в книгн: Образование в современном мире, М., 1986;
- Теоретические основы непрерывного образования, М., 1987 (в соавторстве).